# 维勒塔讷斯
维勒塔讷斯（法語：Villetaneuse，法語：[viltanøz] ⓘ）是法国法蘭西島大區塞纳-圣但尼省的一个市镇，属于圣但尼区。

## 地理
维勒塔讷斯（48°57'52"N, 2°20'39"E）面积2.31 平方千米，位于法国法蘭西島大區塞纳-圣但尼省，该省份为法国北部内陆省份，毗邻巴黎。
与维勒塔讷斯接壤的市镇（或旧市镇、城区）包括：塞纳河畔埃皮奈、蒙马尼、圣但尼。

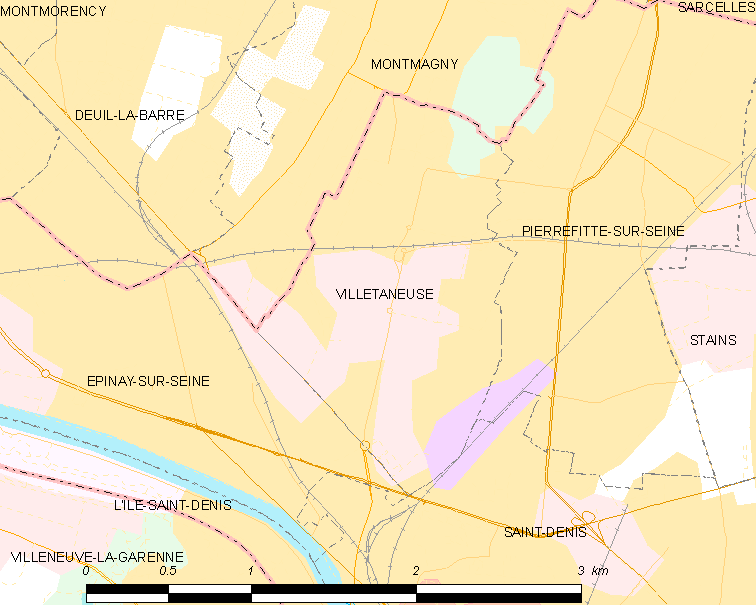
维勒塔讷斯的OSM定位图

维勒塔讷斯的时区为UTC+01:00、UTC+02:00（夏令时）。

## 行政
维勒塔讷斯的邮政编码为93430，INSEE市镇编码为93079。

## 政治
维勒塔讷斯所属的省级选区为塞纳河畔埃皮奈县。

## 人口

1962-2008年间维勒塔讷斯人口变化图示

维勒塔讷斯于2022年1月1日时的人口数量为12432人。